# Ichthyophis beddomei
Ichthyophis beddomei är en groddjursart som beskrevs av Peters 1880. Ichthyophis beddomei ingår i släktet Ichthyophis och familjen Ichthyophiidae. IUCN kategoriserar arten globalt som livskraftig. Inga underarter finns listade i Catalogue of Life.